# فرانك بيرغيرون
فرانك بيرغيرون هو لاعب هوكي جليد كندي، ولد في 6 فبراير 1927 في ساوث دونداس في كندا.

## وصلات خارجية
- فرانك بيرغيرون على موقع HockeyDB.com (الإنجليزية)